# Anthoathecata
Anthoathecata is een orde van neteldieren uit de klasse van de Hydrozoa (hydroïdpoliepen). 

## Onderorden
- Aplanulata Collins, Winkelman, Hadrys & Schierwater, 2005
- Capitata Kühn, 1913
- Filifera Kühn, 1913